# نبردناو موساشی
نبردناو موساشی (به انگلیسی: Japanese battleship Musashi) یک کشتی بود که طول آن ۲۴۴ متر (۸۰۰ فوت ۶ اینچ) بود. این کشتی در سال ۱۹۴۰ ساخته شد.